# Steep (Computerspiel)
Steep ist ein Computerspiel des Entwicklers Ubisoft Annecy, das in Zusammenarbeit mit Ubisoft Montpellier und Ubisoft Kiew entwickelt wurde.
Es befasst sich mit Extremsport und legt den Fokus auf eine offene Spielwelt, in welcher man mit und gegen andere Spieler Wintersport betreiben kann. Veröffentlicht wurde das Spiel von Ubisoft am 2. Dezember 2016 für Microsoft Windows, Xbox One und Sonys PlayStation 4.
Riders Republic von 2021, das vom selben Studio entwickelt wurde, kann als Nachfolger von Steep betrachtet werden.

## Spielprinzip
Steep ist ein Extremsport-Videospiel, das in einer offenen Spielwelt stattfindet, welche den Alpen und Alaska nachempfunden ist. Die Spieler haben die Möglichkeit, die Welt frei zu erkunden. Ihren Charakter können die Spieler dabei in der Ego- oder Third-Person-Perspektive steuern. Außerdem kann während der Rennen eine sogenannte GoPro-Sicht genutzt werden. Dem Spieler stehen vier Hauptaktivitäten zur Verfügung, Skifahren, Wingsuit Flying, Snowboarding und Gleitschirmfliegen.
Es gibt vier Typen von Spielarten. Der Erkundungsstil bietet die Möglichkeit neue Orte und Herausforderungen zu entdecken. Beim Freestyle-Stil wird der Spieler für Präzision und Genauigkeit bei den Stunts belohnt. Beim Knochensammler-Stil wird der Spieler für risikoreiche Stunts und lächerliche Unfälle belohnt. Der Freerider-Stil beschreibt einen Mix aus den drei anderen Stilen.
Das Spiel legt seinen Fokus auf Online-Multiplayer. Alle Spieler teilen dieselbe Spielwelt und nehmen gleichzeitig an verschiedenen Herausforderungen teil. Mittels dem „Kollisions-Feature“ ist es möglich, mit anderen Spielern zusammenzustoßen. Der „Mountain View“-Modus erlaubt es, sich schneller in der Spielwelt zu bewegen. Dabei wird die Landschaft von oben gezeigt und Spieler haben die Möglichkeit, an verschiedenen Punkten, genannt Drop Zones, in die Welt einzusteigen. Die Karte erlaubt es auch, verschiedene Orte und versteckte Areale zu entdecken, die mit Hilfe eines Fernglases gefunden werden können.

### Wertung
Steep besitzt ein Trick-System, durch welches die Spieler Punkte erhalten, wenn sie spezielle Tricks ausführen, wie zum Beispiel „Greifen des Snowboards während eines Sprungs“. Wenn Spieler bei einem Rennen eine exzellente Performance abliefern, erhalten sie eine Medaille als Belohnung. Sollten sie stattdessen stürzen, können sie direkt einen weiteren Versuch starten und sehen, wie vielen g-Kräften ihr Charakter beim Unfall ausgesetzt war. Spieler können Features wie Pause, Zurückspulen und Wiederholung nutzen, um Screenshots zu erstellen. Diese können sie mit der Community teilen. Des Weiteren können sie Statistiken über ihre eigene Performance und die anderer Spieler einsehen.

## Entwicklung und Geschichte
Entwickelt wurde das Spiel von Ubisoft Annecy, einem französischen Studio, welches zuvor die Multiplayer-Modi für das Assassin’s-Creed-Franchise, sowie das Tom Clancy’s-Splinter-Cell-Franchise entwickelt hat. Steep ist ihre erste Eigenproduktion. Kooperiert wurde mit den Ubisoft Studios in Kiew und Montpellier.
Das Projekt startete gegen Anfang 2013. Als Basis für das Spiel wurde die Engine AnvilNext 2.0 verwendet.
Ursprünglich war auch eine Nintendo-Switch-Fassung in Arbeit. Im August 2018 wurde allerdings bekanntgegeben, dass die Entwicklung der Version eingestellt wurde, um die Hauptplattformen mit neuen Inhalten versorgen zu können. Auf der E3 2017 kündigte Ubisoft eine Erweiterung zu dem Spiel über die Olympischen Winterspiele mit dem Namen Steep: Road to the Olympics an, welche am 5. Dezember 2017 veröffentlicht wurde.
Die schwedische Freeride-Skierin Matilda Rapaport kam während Dreharbeiten für das Spiel im Juli 2016 bei einem Lawinenabgang in den chilenischen Anden ums Leben.

## Rezeption
Das Spiel wurde von der Presse größtenteils positiv bewertet. Es bekam eine Bewertung von 82 von 100 Punkten bei 4Players.
GameStar, Spieletipps.de, GamePro und PC Games vergaben um die 70 Punkte.